# Molbank
Molbank (abrégé en Molbank) est une revue scientifique trimestrielle à comité de lecture qui publie des articles en libre accès de recherche sous forme de communications dans le domaine de la chimie organique.
L'actuel directeur de publication est Norbert Haider (Université de Vienne, Autriche).

## Histoire
De 1997 à 2000, Molbank est publié sous le nom de Molbank section dans le journal Molecules  (ISSN 1420-3049), avant d'être publié indépendamment depuis 2001.